# Aeropuerto Internacional de Zvartnots
El Aeropuerto Internacional de Zvartnots  (en armenio: Զվարթնոց միջազգային օդակայան, (IATA: EVN, OACI: UDYZ)) está ubicado cerca de la ciudad de Zvartnots, y 15 km (9,3 mi) al este de Ereván, la capital de Armenia. El aeropuerto es el aeropuerto internacional más grande de Armenia y la sede central de transporte internacional para la ciudad de Ereván. 

## Historia

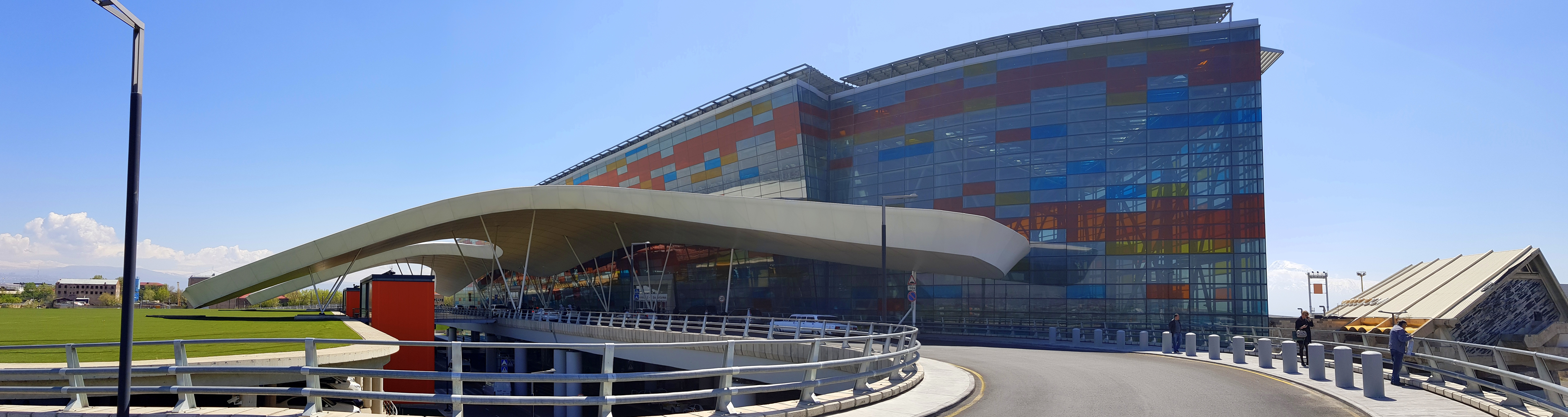
Nueva terminal aérea

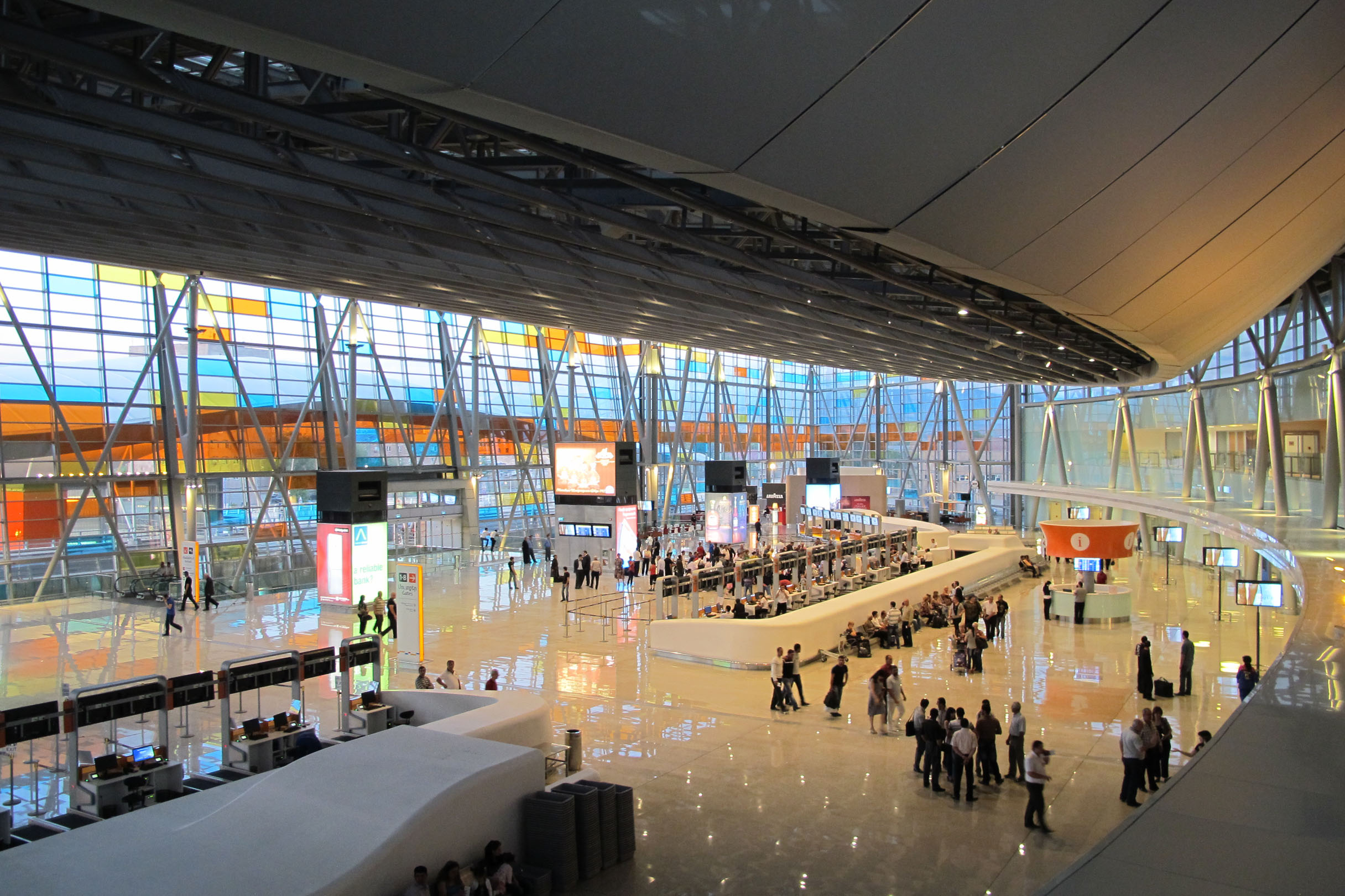
Sala de partidas

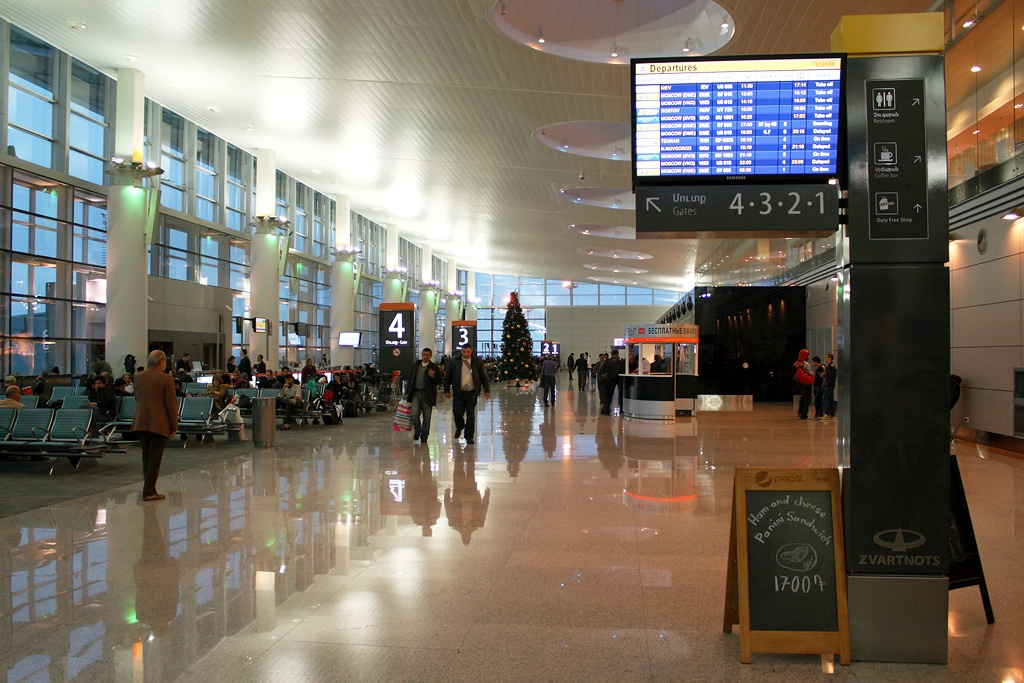
Zona de embarque

El aeropuerto se inauguró en 1961, y en 1970 se organizó un concurso para diseñar una nueva terminal, que ganaron los arquitectos M. Khachikyan, A. Tarkhanyan, S. Qalashyan, L. Cherkezyan y M. Baghdasaryan. El aeropuerto se renovó en los 1980s con el desarrollo de una nueva terminal internacional, que permitió que el aeropuerto pueda recibir la demanda de tráfico doméstico en la Unión Soviética.
La declaración de independencia de Armenia en 1992 provocó un crecimiento en la demanda de carga, por lo cual se construyó una nueva terminal de carga en 1998, con una capacidad de alrededor de 100 000 toneladas de carga por año. En 2001 se firmó un contrato de concesión por 30 años con Armenia International Airports CJSC, empresa propiedad de Corporación América, creada por el empresario argentino de origen armenio, Eduardo Eurnekian. Como parte del acuerdo, Armenia International Airports CJSC estuvo a cargo de la renovación de la pista de aterrizaje, las pistas de rodaje y la rampa de operaciones. En 2006 se inauguró una nueva zona de embarque y arribos, seguida por la renovación completa de los servicios de salvamento y extinción de incendios del aeropuerto, incluyendo el reemplazo de toda la flota de camiones de bomberos. En 2011 se inauguró una nueva terminal de arribos y partidas, un estacionamiento para 600 autos y una terminal vip para uso oficial. El 30 de enero de 2013, el aeropuerto recibió el premio "Mejor aeropuerto de la Comunidad de Estados Independientes, durante la ceremonia de" Premios de Aeropuertos de Mercados Emergentes (AME) "celebrada en Dubái, Emiratos Árabes Unidos.

## Visión General
El aeropuerto es capaz de recibir aviones de todos los tamaños, incluyendo el  Antonov An-225, Boeing 747-400 y Airbus A380. La pista 09 está equipada con un sistema  ILS CAT II, que permite que las aeronaves operen en condiciones de  techo bajo (30 metros) y en situaciones de poca visibilidad (350 metros).
El aeropuerto implementó recientemente[¿cuándo?] un nuevo sistema de visualización de información de vuelos, un nuevo sistema biométrico automatizado para la identificación de equipaje y pasajeros, y la instalación de 150 cámaras de seguridad en todo el territorio del aeropuerto. El acceso a la zona de embarque está altamente protegido, con un pre-control, control de inmigración y aduanas. El aeropuerto también cumple con una duty-free perteneciente a la empresa Dufry, ubicada después de los controles de seguridad, y el salón vip "Sala Vip Converse Bank", con una impresionante vista sobre la plataforma y la pista de aterrizaje.
En diciembre de 2019, el tráfico anual de pasajeros superó los 3 millones de pasajeros por primera vez en la historia de Armenia.

## Aerolíneas y destinos

### Pasajeros
| Aerolíneas                     | Destinos |
| ------------------------------ | --- |
| Aegean Airlines                | Atenas Estacional: Heraclión |
| Aeroflot                       | Moscú-Sheremétievo |
| Air Arabia                     | Sharjah |
| Air Cairo                      | Sharm el-Sheij |
| Air France                     | París-Charles de Gaulle |
| airBaltic                      | Estacional: Riga |
| Aircompany Armenia             | Krasnodar, Mineralnye Vody, Moscú-Vnúkovo, Tiflis, Tel-Aviv, Vorónezh Estacional: Bagdad, Beirut                                                            |
| AlMasria Universal Airlines    | Chárter estacional: Sharm el-Sheij |
| AMC Airlines                   | Chárter estacional: Sharm el-Sheij |
| Arkia                          | Estacional: Tel-Aviv |
| Armenia Airways                | Anapa, Teherán–Imán Jomeiní |
| Austrian Airlines              | Viena |
| Azimuth                        | Kaluga, Krasnodar, Rostov del Don, Ufá Seasonal: Sochi |
| Belavia                        | Minsk |
| Brussels Airlines              | Estacional: Bruselas |
| Bulgaria Air                   | Chárter estacional: Varna |
| Bulgarian Air Charter          | Chárter estacional: Burgas |
| Cham Wings Airlines            | Damasco |
| EgyptAir                       | Chárter estacional: Sharm el-Sheij |
| flydubai                       | Dubái-Internacional |
| FlyEgypt                       | Chárter estacional: Hurghada |
| FlyErbil                       | Estacional: Bagdad, Erbil |
| Georgian Airways               | Tiflis Seasonal: Batumi |
| Israir                         | Estacional: Tel-Aviv |
| Korean Air                     | Chárter estacional: Seúl-Incheon |
| LOT Polish Airlines            | Varsovia-Chopin |
| Middle East Airlines           | Beirut |
| Nordwind Airlines              | Moscú-Sheremétievo, San Petersburgo |
| Nouvelair                      | Chárter estacional: Monastir [cita requerida] |
| Novair                         | Kapan Chárter estacional: Batumi |
| Orange2Fly                     | Chárter estacional: Sharm el-Sheij |
| Pegas Fly                      | Krasnodar, Mineralnye Vody, Moscú-Sheremétievo, Nizhni Nóvgorod, Perm, Rostov del Don, San Petersburgo, Samara, Sochi, Stavropol, Ufa, Volgogrado, Vorónezh |
| Qatar Airways                  | Doha |
| Red Wings Airlines             | Moscú-Domodédovo |
| S7 Airlines                    | Moscow–Domodedovo, Novosibirsk-Tolmachevo |
| SCAT Airlines                  | Estacional: Nur-sultán |
| SkyUp                          | Kiev–Borýspil |
| Smartavia                      | Moscú-Domodédovo, San Petersburgo |
| Taban Air                      | Teherán–Imán Jomeiní |
| Ukraine International Airlines | Kiev–Borýspil |
| Ural Airlines                  | Krasnodar, Moscú-Domodédovo, Moscú-Zhukovski, Rostov del Don, San Petersburgo, Samara, Sochi, Volgogrado, Ekaterimburgo Estacional: Anapa                   |
| Utair                          | Moscú-Vnúkovo Estacional: Surgut |
| Wizz Air                       | Abu Dabi, Budapest, Dortmund, Lárnaca, Milán, Roma, Sofía, Venecia, Viena                                                                                   |

### Carga
| Aerolíneas    | Destinos |
| ------------- | -------- |
| Coyne Airways | Lieja    |

## Estadísticas

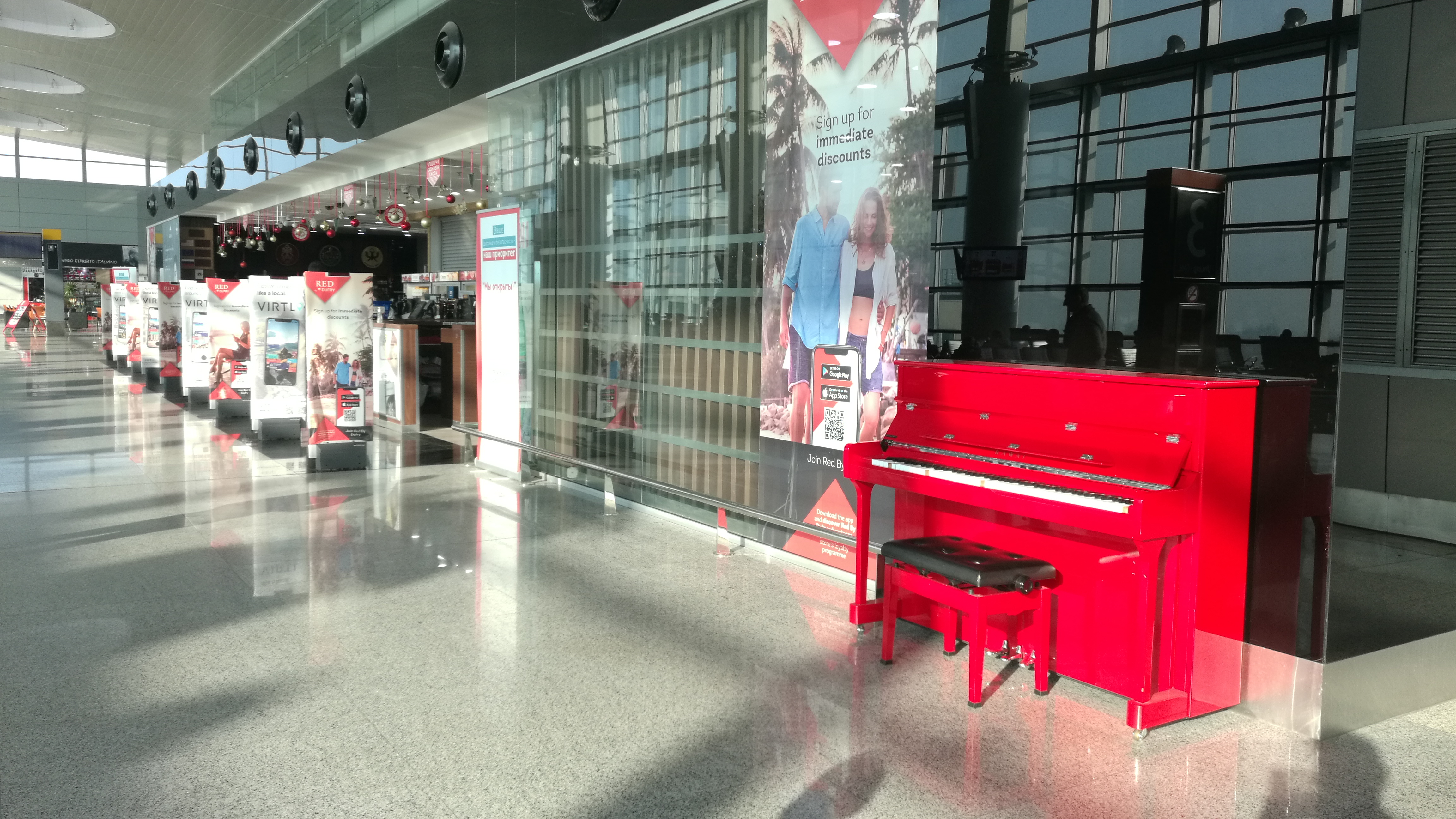
Piano libre

Ver fuente y consulta Wikidata.